# Huron (Dakota Południowa)
Huron – miasto w Stanach Zjednoczonych, w stanie Dakota Południowa, siedziba administracyjna hrabstwie Beadle. W 2019 roku miejscowość liczyła prawie 13,4 tys. mieszkańców.